# Robert Pine
Robert Pine (n. ca Granville Whitelaw Pine, n. 10 iulie 1941, New York City, New York, SUA) este un actor american. Este cel mai cunoscut pentru rolul sergentului  Joseph Getraer în serialul de televiziune CHiPs (1977–1983). Pine a apărut în peste 400 de episoade de televiziune.

## Filmografie

### Film
| An   | Titlu                               | Rol                        | Note          |
| ---- | ----------------------------------- | -------------------------- | ------------- |
| 1966 | Gunpoint                            | Mitchell                   |               |
| 1966 | Out of Sight                        | Greg                       |               |
| 1966 | Munster, Go Home!                   | Roger Moresby              |               |
| 1967 | The Young Warriors                  | Foley                      |               |
| 1968 | Journey to Shiloh                   | Collins                    |               |
| 1968 | The Counterfeit Killer              | Ed                         |               |
| 1973 | One Little Indian                   | Lt. Cummins                |               |
| 1974 | The Bears and I                     | John McCarten              |               |
| 1975 | The Day of the Locust               | Apprentice #1              |               |
| 1977 | Empire of the Ants                  | Larry Graham               |               |
| 1979 | The Apple Dumpling Gang Rides Again | Lt. Jim Ravencroft         |               |
| 1985 | Papa Was a Preacher                 | 'Papa' Porter              |               |
| 1988 | Aviel                               | Father                     |               |
| 1990 | The Ladies on Sweet Street          | Lieutenant Spicer          |               |
| 1991 | Rover Dangerfield                   | Duke (voce)                |               |
| 1992 | On the Way Home                     | Dad                        | (scurtmetraj) |
| 1995 | The Little CHP                      | Sgt. Getraer               |               |
| 1996 | Independence Day                    | President's Chief of Staff |               |
| 1996 | Mercenary                           | Special Agent Ranklin      |               |
| 1996 | The Best Revenge                    |                            |               |
| 1997 | Below Utopia                        | Uncle Wilson               |               |
| 1997 | A Guy Walks Into a Bar              | Dad                        | (scurtmetraj) |
| 1998 | Chocolate for Breakfast             |                            |               |
| 1998 | The Adventures of Ragtime           | Fred Waters                |               |
| 1999 | But I'm a Cheerleader               | Mr. Eaton                  |               |
| 1999 | Kiss Toledo Goodbye                 | Oz                         |               |
| 2000 | Mach 2                              | Captain Roman              |               |
| 2000 | Screenland Drive                    | Dad                        |               |
| 2001 | All You Need                        | Earl Sabistan              |               |
| 2001 | Lovitură cu recul                   | Levine                     | (video)       |
| 2003 | Tras pe sfoară                      | Mr. Lewis                  |               |
| 2004 | Băiatul cu părul lung               | Principal Briggs           |               |
| 2005 | Mărturisirea                        | Senator Givens             |               |
| 2005 | Zbor de noapte                      | Bob Taylor                 |               |
| 2005 | Yesterday's Dreams                  | Mr. Regal                  |               |
| 2006 | Paved with Good Intentions          | Brad Ridgmont              |               |
| 2007 | Secrete întunecate                  | Christopher                |               |
| 2008 | Mărul discordiei                    | Captain Wentworth          |               |
| 2008 | Tărâmul morții                      | Sheriff McAllister         |               |
| 2010 | Reunited                            | Frank Lechner              |               |
| 2010 | Small Town Saturday Night           | John Ryan                  |               |
| 2013 | Jobs                                | Edgar S. Woolard, Jr.      |               |
| 2013 | Decoding Annie Parker               | Dr. Frank                  |               |
| 2013 | Regatul de gheață                   | Bishop (voce)              |               |
| 2016 | Mamă, ce zi!                        | Earl                       |               |
| 2016 | Diani & Devine Meet the Apocalypse  | Dog Walker                 |               |
| 2017 | The Landing                         | Pete Pellarin              |               |
| 2018 | Con Man                             | Judge                      |               |
| 2018 | Song of Back and Neck               | David Trolleycar           |               |
| 2019 | Wish Man                            | Sgt. Eddie Newman          |               |
| 2019 | Real. Live. Girl.                   | Norman                     | (scurtmetraj) |
| 2019 | The Last Full Measure               | Meredith Huffman           |               |

### Televiziune
| An        | Titlu                                            | Rol                                                                                       | Note                                                                     |
| --------- | ------------------------------------------------ | ----------------------------------------------------------------------------------------- | ------------------------------------------------------------------------ |
| 1964      | Kraft Suspense Theatre                           | Denny Wentworth                                                                           | Episodul: "A Lion Amongst Men"                                           |
| 1964–1965 | Broadside                                        | Diverse                                                                                   | 4 episoade                                                               |
| 1964–1966 | Bob Hope Presents the Chrysler Theatre           | Lt. Brown / New Flier / John                                                              | 3 episoade                                                               |
| 1965      | Convoy                                           |                                                                                           | Episodul: "Sink U-116!"                                                  |
| 1965–1969 | The Virginian                                    | Diverse                                                                                   | 4 episoade                                                               |
| 1966      | Run for Your Life                                | Allan Frazer                                                                              | Episodul: "The Cruel Fountain"                                           |
| 1966      | Pistols 'n' Petticoats                           | Boy Bunnoy                                                                                | Episodul: "Sir Richard of Wretched"                                      |
| 1967      | Lost in Space                                    | Craig                                                                                     | Episodul: "Visit to a Hostile Planet"                                    |
| 1967      | Death Valley Days                                | Sailor                                                                                    | Episodul: "Shanghai Kelly's Birthday Party"                              |
| 1967      | The Lucy Show                                    | Steve Josephs                                                                             | Episodul: "Lucy Gets Her Diploma"                                        |
| 1968–1973 | Gunsmoke                                         | Various                                                                                   | 4 episoade                                                               |
| 1969      | The Guns of Will Sonnett                         | Kit Torrey                                                                                | Episodul: "Join the Army"                                                |
| 1969      | The Wild Wild West                               | Lieutenant Murray                                                                         | Episodul: "The Night of the Pistoleros"                                  |
| 1969      | Bonanza                                          | Steed Butler                                                                              | Episodul: "The Running Man"                                              |
| 1969–1971 | Medical Center                                   | Jimmy Cole / Tod Marriott                                                                 | 2 episoade                                                               |
| 1970      | The High Chaparral                               | Lt. Jason Adams                                                                           | Episodul: "The Lieutenant"                                               |
| 1970      | Mannix                                           | Eric Beckworth / Mike Gaynor                                                              | Episodul: "The Search for Darrell Andrews"                               |
| 1970      | The Brotherhood of the Bell                      | Phillip Dunning                                                                           | Film TV                                                                  |
| 1971      | The Silent Force                                 | Johnny Davis                                                                              | 2 episoade                                                               |
| 1971      | Incident in San Francisco                        |                                                                                           | Film TV                                                                  |
| 1971      | Dan August                                       | Lt. Pete O'Connell                                                                        | Episodul: "Bullet for a Hero"                                            |
| 1972      | The Mod Squad                                    | Jay Turner ("Yesterday's Ashes") / Ernie Holland ("No More Oak Leaves for Ernie Holland") | 2 episoade                                                               |
| 1972      | The Wonderful World of Disney                    | Lt. Larson                                                                                | Episodul: "The High Flying Spy: Part 1"                                  |
| 1972–1973 | Love, American Style                             | Jim (segment "Love and the Big Top") / Mac Gelman (segment "Love and the Girlish Groom")  | 2 episoade                                                               |
| 1972–1974 | The F.B.I.                                       | Vaughn Teller / Doug Waters                                                               | 2 episoade                                                               |
| 1972–1976 | Cannon                                           | Sheriff Jeff Blake / Paul Wilson / Dep. Sheriff Ward Freeman                              | 3 episoade                                                               |
| 1973      | Incident on a Dark Street                        | Paul Hamilton Jr                                                                          | Film TV                                                                  |
| 1973–1977 | Barnaby Jones                                    | Jim Rhodes / Bradley Fredericks / Catlin                                                  | 3 episoade                                                               |
| 1974      | The Manhunter                                    | Charles Wyland                                                                            | Episodul: "The Deadly Brothers"                                          |
| 1976      | Bert D'Angelo/Superstar                          | Inspector Larry Johnson                                                                   | 6 episoade                                                               |
| 1976–1977 | Charlie's Angels                                 | Andy Price / Dr. Conlan                                                                   | 2 episoade                                                               |
| 1977      | The Bob Newhart Show                             | Mel                                                                                       | Episodul: "Desperate Sessions"                                           |
| 1977      | Tales of the Unexpected                          | Lieutenant Stevens                                                                        | Episode: "No Way Out"                                                    |
| 1977–1983 | CHiPs                                            | Sgt. Joseph Getraer                                                                       | 139 episodes                                                             |
| 1979      | Lou Grant                                        | Burt                                                                                      | Episode: "Denial"                                                        |
| 1980      | Enola Gay: The Men, the Mission, the Atomic Bomb | Captain William 'Deke' Parsons                                                            | TV movie                                                                 |
| 1980      | Dan August: Murder, My Friend                    | Lt. Pete O'Connell                                                                        | TV movie edited from two episodes, including "Bullet for a Hero"         |
| 1982      | Mysterious Two                                   | Arnold Brown                                                                              | TV movie                                                                 |
| 1982      | Insight                                          | Brad                                                                                      | Episode: "Matchpoint"                                                    |
| 1982      | The Love Boat                                    | Reverend David Ruland                                                                     | Episode: "The Man in the Iron Shorts/The Victims/Heavens to Betsy"       |
| 1983      | Lottery!                                         |                                                                                           | Episode: "Kansas City: Protected Winner"                                 |
| 1983      | Hotel                                            | Paul Manning                                                                              | Episode: "Christmas"                                                     |
| 1983–1988 | Magnum, P.I.                                     | Lieutenant Thomas Sullivan Magnum II                                                      | 3 episodes                                                               |
| 1984      | The Master                                       | Beaumont                                                                                  | Episode: "Fat Tuesday"                                                   |
| 1984      | Scarecrow and Mrs. King                          | Sinclair                                                                                  | Episode: "Brunettes Are In"                                              |
| 1984      | Family Ties                                      | Dean Ian McCall                                                                           | Episode: "Karen II, Alex 0"                                              |
| 1985      | Crazy Like a Fox                                 |                                                                                           | Episode: "Premium for Murder"                                            |
| 1986      | Dallas                                           | Psychiatrist                                                                              | Episode: "Dire Straits"                                                  |
| 1986      | Dynasty                                          | Lt. Calder                                                                                | 2 episodes                                                               |
| 1986–1996 | Murder, She Wrote                                | Various                                                                                   | 5 episodes                                                               |
| 1987      | Alf                                              | Father                                                                                    | Episodul: "A Little Bit of Soap"                                         |
| 1987      | Days of Our Lives                                | Walter Coleman                                                                            | Episodul #1.5411                                                         |
| 1987      | Hoover vs. The Kennedys                          | John F. Kennedy                                                                           | 2 episoade                                                               |
| 1987–1990 | Matlock                                          | State Sen. Jeffrey Paul / Sam Dolan                                                       | 2 episoade                                                               |
| 1988      | Rags to Riches                                   | Ralph Huntington                                                                          | Episode: "Sweet Sixteen"                                                 |
| 1988      | Good Morning, Miss Bliss                         | Peter Morris                                                                              | Episode: "Parents and Teachers"                                          |
| 1988–2001 | The Bold and the Beautiful                       | Stephen Logan                                                                             |                                                                          |
| 1989      | Mancuso, F.B.I.                                  |                                                                                           | Episode: "Classified"                                                    |
| 1990      | Babies                                           | Loren                                                                                     | TV movie                                                                 |
| 1990      | Life Goes On                                     | Wayne Oslot                                                                               | Episode: "Corky and the Dolphins"                                        |
| 1990      | Lifestories                                      | Dan Drabowski                                                                             | Episode: "Beverly Whitestone, Dan Drabowski, Sadie Maxwell, Lois Barnes" |
| 1991      | MacGyver                                         | Ralph Jerico                                                                              | Episode: "Jerico Games"                                                  |
| 1991      | Jake and the Fatman                              | Art                                                                                       | Episode: "Pretty Baby"                                                   |
| 1991      | L.A. Law                                         | Bruce Fairchild                                                                           | Episode: "Mutinies on the Banzai"                                        |
| 1991      | P.S. I Luv U                                     | Gordon Ross                                                                               | Episode: "Where There's a Will, There's a Dani"                          |
| 1992      | Quantum Leap                                     | Ted                                                                                       | Episode: "The Play's the Thing - September 9, 1969"                      |
| 1992      | Are You Lonesome Tonight                         |                                                                                           | TV movie                                                                 |
| 1992      | Civil Wars                                       | Jerry Tellman                                                                             | Episode: "Mob Psychology"                                                |
| 1992      | California Dreams                                | Ken Blanchard                                                                             | Episode: "Guess Who's Coming to Brunch"                                  |
| 1993      | FBI: The Untold Stories                          |                                                                                           | Episode: "Kill for Love"                                                 |
| 1993      | CBS Schoolbreak Special                          | Paul Walters                                                                              | Episode: "Big Boys Don't Cry"                                            |
| 1993      | Picket Fences                                    | Bill McGrath                                                                              | Episode: "Fetal Attraction"                                              |
| 1993      | Baywatch                                         | Dr. Bonann                                                                                | 2 episodes                                                               |
| 1993      | Bodies of Evidence                               | Hal Bartell                                                                               | Episode: "The Formula"                                                   |
| 1993      | Prophet of Evil: The Ervil LeBaron Story         |                                                                                           | TV movie                                                                 |
| 1994      | Harts of the West                                | Bart Tupelo                                                                               | Episode: "You Got to Have Heart"                                         |
| 1994      | Tonya & Nancy: The Inside Story                  | Network President                                                                         | TV movie                                                                 |
| 1994      | One West Waikiki                                 | Mr. Bryan                                                                                 | Episode: "'Til Death Do Us Part"                                         |
| 1995      | Models Inc.                                      | Mr. Owens                                                                                 | Episode: "Sometimes a Great Commotion"                                   |
| 1995      | Renegade                                         | Judge Doug LeMay                                                                          | Episode: "Sawed-Off Shotgun Wedding"                                     |
| 1995      | Murder One                                       | Howard Resnick                                                                            | Episode: "Chapter Nine"                                                  |
| 1996      | Pacific Blue                                     |                                                                                           | Episode: "All Jammed Up"                                                 |
| 1996      | Star Trek: Voyager                               | Ambassador Liria                                                                          | Episode: "The Chute"                                                     |
| 1996      | Silk Stalkings                                   | Roger Sterling                                                                            | Episode: "When She Was Bad"                                              |
| 1997      | Moloney                                          | Douglas Parker                                                                            | Episode: "Loved and Lost"                                                |
| 1997      | Sins of the Mind                                 | Edward                                                                                    | TV movie                                                                 |
| 1997      | Chicago Hope                                     | Frank Sardos                                                                              | Episode: "The Lung and the Restless"                                     |
| 1998      | Beverly Hills, 90210                             | Harold Kay                                                                                | Episode: "Law and Disorder"                                              |
| 1998      | Michael Hayes                                    |                                                                                           | Episode: "Gotterdammerung"                                               |
| 1998      | The Practice                                     | John Monahan                                                                              | Episode: "Rhyme and Reason"                                              |
| 1998      | CHiPs '99                                        | CHP Commissioner Joseph Getraer                                                           | TV movie                                                                 |
| 1998      | Nothing Sacred                                   |                                                                                           | Episode: "Holy Words"                                                    |
| 2000      | The West Wing                                    | Greer                                                                                     | Episode: "20 Hours in L.A."                                              |
| 2000–2001 | Son of the Beach                                 | Governor Thomas                                                                           | 2 episodes                                                               |
| 2001      | JAG                                              | Capt. Childs                                                                              | Episode: "Collision Course"                                              |
| 2001      | Providence                                       | Congressman                                                                               | Episode: "Rule Number One"                                               |
| 2001      | The Division                                     | Theodore's Dad                                                                            | Episode: "The First Hit's Free, Baby"                                    |
| 2001      | Black Scorpion                                   | Mayor Artie Worth                                                                         | 13 episodes                                                              |
| 2001      | Lost Voyage                                      | Mike Kaplan                                                                               | TV movie                                                                 |
| 2001–2002 | Any Day Now                                      |                                                                                           | 2 episodes                                                               |
| 2002      | Even Stevens                                     | Specs Richardson                                                                          | Episode: "Tight End in Traction"                                         |
| 2002      | Star Trek: Enterprise                            | Tavin                                                                                     | Episode: "Fusion"                                                        |
| 2002      | Strong Medicine                                  | Mr. Jurgenson                                                                             | Episode: "Heartbeat"                                                     |
| 2002–2005 | Six Feet Under                                   | Basil                                                                                     | 2 episodes                                                               |
| 2003      | Half & Half                                      | Senator Scranton                                                                          | Episodul: "The Big Sexy Shame Episode"                                   |
| 2003      | Audrey's Rain                                    | Reverend Cole                                                                             | Film TV                                                                  |
| 2003      | 24                                               | Secretary of Agriculture                                                                  | 3 episodes                                                               |
| 2003      | Rocket Power                                     | Santa Peterson (voce)                                                                     | Episodul: "A Rocket X-mas"                                               |
| 2003–2017 | NCIS                                             | Committee Chairman / Ben                                                                  | 2 episodes                                                               |
| 2004      | The D.A.                                         | John Carlson Sr.                                                                          | Episodul: "The People vs. Oliver C. Handley"                             |
| 2004      | Without a Trace                                  | Roger Toland                                                                              | Episodul: "Shadows"                                                      |
| 2004      | The Long Shot                                    | Douglas McCloud                                                                           | Film TV                                                                  |
| 2004      | Helter Skelter                                   | Judge Keene                                                                               | Film TV                                                                  |
| 2004      | Joan of Arcadia                                  | Mr. Baker                                                                                 | Episodul: "Wealth of Nations"                                            |
| 2005      | Landslide                                        | Donald Richardson                                                                         | Film TV                                                                  |
| 2005      | Avatar: The Last Airbender                       | Fisherman (voce)                                                                          | Episodul: "The Storm"                                                    |
| 2005      | Curb Your Enthusiasm                             | Ben Hogan                                                                                 | Episodul: "The End"                                                      |
| 2006      | Criminal Minds                                   | Doug Gregory                                                                              | Episodul: "Charm and Harm"                                               |
| 2006      | Big Love                                         | Stuart Kimball                                                                            | Episodul: "Where There's a Will"                                         |
| 2006      | Vanished                                         | Curtis McNeal                                                                             | Episodul: "The Tunnel"                                                   |
| 2006      | Cold Case                                        | Carl Bradley                                                                              | Episodul: "The Key"                                                      |
| 2007      | All I Want for Christmas                         | Arthur Nelson                                                                             | Film TV                                                                  |
| 2007      | Dirty Sexy Money                                 | The Bishop                                                                                | Episodul: "The Nutcracker"                                               |
| 2007      | Journeyman                                       | Dennis Ambaucher                                                                          | Episodul: "Home by Another Way"                                          |
| 2007      | Love's Unfolding Dream                           | Dr. Micah Jackson                                                                         | Film TV                                                                  |
| 2007      | The Singles Table                                | Stephanie's Father                                                                        | Episodul: "Pilot"                                                        |
| 2008      | The Young and the Restless                       | Jim                                                                                       | 2 episoade                                                               |
| 2008      | The Riches                                       |                                                                                           | Episodul: "The Last Temptation of Wayne"                                 |
| 2008      | Players at the Poker Palace                      | Bartender                                                                                 | (TV Series short)                                                        |
| 2008      | The Clown Project                                | Boob's Father                                                                             | Episodul: "Boob Visits His Parents!"                                     |
| 2008      | General Hospital: Night Shift                    | Mr. Whitlow                                                                               | Episodul: "Brothers & Sisters"                                           |
| 2008      | Leverage                                         | Congressman Jenkins                                                                       | Episodul: "The Homecoming Job"                                           |
| 2009      | Saving Grace                                     | Dr. Benjamin Putnam                                                                       | Episodul: "Am I Gonna Die Today?"                                        |
| 2009      | Castle                                           | Gerry Finnegan                                                                            | Episodul: "Fool Me Once..."                                              |
| 2009–2010 | The Office                                       | Gerald Halpert                                                                            | Episoadele: "Niagara", "Christening"                                     |
| 2010      | The Defenders                                    | Judge Bronson                                                                             | Episodul: "Las Vegas v. Reid"                                            |
| 2011      | The Mentalist                                    | Mr. Mitchell                                                                              | Episodul: "Bloodsport"                                                   |
| 2011      | CSI: Crime Scene Investigation                   | Dr. Corey                                                                                 | Episodul: "Targets of Obsession"                                         |
| 2011      | Big Time Rush                                    | J.D.                                                                                      | 2 episoade                                                               |
| 2011      | Eagleheart                                       | Sebastian                                                                                 | Episodul: "Danger: Mountain Lions"                                       |
| 2011      | The Event                                        | Chief Justice                                                                             | Episodul: "Us or Them"                                                   |
| 2011      | Franklin & Bash                                  | Duncan Morrow                                                                             | Episodul: "You Can't Take It with You"                                   |
| 2011      | Parks and Recreation                             | Herb                                                                                      | Episodul: "End of the World"                                             |
| 2011      | House                                            | Mickey's Father                                                                           | Episodul: "Dead & Buried"                                                |
| 2012      | Desperate Housewives                             | Dr. Delson                                                                                | Episodul: "Get Out of My Life"                                           |
| 2012      | Private Practice                                 | Jim Wallace                                                                               | Episodul: "Good Grief"                                                   |
| 2012      | Matchmaker Santa                                 | Jack Tisdale                                                                              | Film TV                                                                  |
| 2013      | Granite Flats                                    | Towne                                                                                     | Episodul: "Pilot"                                                        |
| 2013      | Bones                                            | Reggie                                                                                    | Episodul: "The Party in the Pants"                                       |
| 2014      | Christmas Under Wraps                            | Henry Brunell                                                                             | Film TV                                                                  |
| 2014–2015 | Finding Carter                                   | Buddy                                                                                     | 6 episoade                                                               |
| 2016      | Grey's Anatomy                                   | Vincent                                                                                   | Episodul: "You're Gonna Need Someone on Your Side"                       |
| 2016      | The Middle                                       | Mr. Travers                                                                               | Episodul: "Not Mother's Day"                                             |
| 2016      | Timeless                                         | Old Wayne Ellis                                                                           | Episodul: "Space Race"                                                   |
| 2016–2017 | Graves                                           | Senator Walsh                                                                             | 2 episoade                                                               |
| 2017      | It's Always Sunny in Philadelphia                | Jack Mara                                                                                 | Episodul: "A Cricket's Tale"                                             |
| 2017      | Veep                                             | President Stevenson                                                                       | Episodul: "Library"                                                      |
| 2017      | Angie Tribeca                                    | Larry Sniglet                                                                             | Episodul: "Hey, I'm Solvin' Here!"                                       |
| 2017      | Romance at Reindeer Lodge                        | Chris                                                                                     | Film TV                                                                  |
| 2017–2020 | Elena of Avalor                                  | Octavio (voce)                                                                            | 4 episoade                                                               |
| 2018      | Superstore                                       | Walter                                                                                    | Episodul: "Target"                                                       |
| 2018      | Ghosted                                          | Michael Jennifer                                                                          | Episodul: "The Article"                                                  |
| 2018      | Charmed                                          | Professor Warner Thaine / Taydeus                                                         | Episodul: "Pilot"                                                        |
| 2018      | Kaplan's Korner                                  | Will Freedman                                                                             | 5 episoade                                                               |
| 2019      | The Cool Kids                                    | Richard                                                                                   | Episodul: "Indecent Proposal"                                            |
| 2019      | Pearson                                          | Thomas Lauder                                                                             | Episodul: "The Donor"                                                    |
| 2022      | Magnum P.I.                                      | Danny Braddock                                                                            | 2 episoade                                                               |
| 2022      | 9-1-1: Lone Star                                 | Walter Strand                                                                             | Episodul: "Shift-Less"                                                   |
| 2022      | Five Days at Memorial                            | Dr. Horace Baltz                                                                          |                                                                          |

### Jocuri video
- SOCOM: Confrontation - VIP 3
- Star Wars: The Old Republic - Master Orgus Din[2]
- Bionic Commando - Patrick Armstrong
- Anarchy Reigns - Maximillian Caxton[3]